# 로미오와 줄리엣 결혼하다
《로미오와 줄리엣 결혼하다》(O Casamento De Romeu E Julieta, Romeo And Juliet Get Married)는 브라질에서 제작된 브루노 바레토 감독의 2005년 코미디, 멜로/로맨스 영화이다. 루아나 피오바니 등이 주연으로 출연하였다.
브라질 프로축구의 최대 라이벌인 코린치앙스 열성팬 로미오와 SE 파우메이라스 열성팬 줄리엣이 벌이는 멜로/로멘스 영화이다.

## 출연

### 주연
- 루아나 피오바니
- 루이즈 구스타보

### 조연
- 마르코 리카
- 버타 지멜

## 기타
- 원작자: 윌리엄 셰익스피어
- 세트: 마르셀로 라레아